# Affare Hindawi

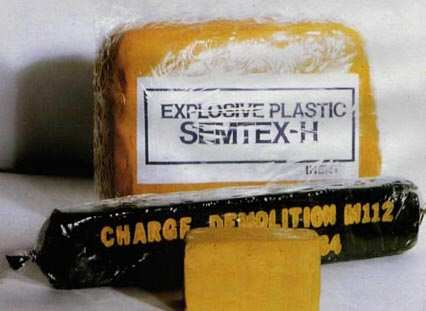
Confezioni di esplosivo al plastico di brevetto cecoslovacco Semtex, usato per la bomba al volo LY 016 della El Al

L'episodio noto come affare Hindawi fu un fallito attacco terroristico sventato in extremis il 17 aprile 1986 da un agente della sicurezza israeliano.

## Storia
Anne-Marie Murphy, 32 anni, cittadina irlandese al quinto mese di gravidanza, si stava imbarcando sul volo LY 016 della El Al operato da un Boeing 747-200 con 375 persone a bordo per la tratta Londra (Heathrow) - Tel Aviv, quando, dopo aver superato i normali controlli di sicurezza preimbarco con la macchina ai raggi X, venne sottoposta a "intervista" con delle domande di profilazione rivoltegli faccia a faccia da un agente israeliano, ulteriore procedura di sicurezza aeroportuale effettuata dalla compagnia aerea una volta giunti al cancello d'imbarco.
- Domanda: «Ha preparato i bagagli da sola, signorina Murphy?»
- Risposta: «No.»
- D: «Qual è lo scopo del suo viaggio in Israele?»

Ricordandosi delle istruzioni ricevute dal fidanzato, la passeggera:
- R: «Per una vacanza».
- D: «È sposata, signorina Murphy?»
- R: «No.»
- D: «Viaggia da sola?»
- R: «Sì.»
- D: «È il suo primo viaggio all'estero?»
- R: «Sì.»
- D: «Ha parenti in Israele?»
- R: «No.»
- D: «Deve incontrare qualcuno in Israele?»
- R: «No.»
- D: «Ha organizzato la sua vacanza da tempo?»
- R: «No.»
- D: «Dove dimorerà durante il soggiorno in Israele?»
- R: «All'Hilton di Tel Aviv.»
- D: «Quanto denaro ha con sé?»
- R: «50 sterline».

Ma il prezzo di una camera all'Hilton di Tel Aviv in quel periodo era di 70 sterline a notte, quindi l'addetto alla sicurezza domandò: 
- D: «Ha con sé una carta di credito?»
- R: «Oh, sì», rispose la donna, mostrandogli una carta di garanzia assegni.

Seguì dunque un più accurato controllo del bagaglio a mano e si scoprì che trasportava 1,5 kg di esplosivo al plastico Semtex celati in una intercapedine.
Tale ordigno era stato collocato a insaputa della donna dal proprio fidanzato, Nezar Hindawi, palestinese con passaporto giordano, prenotato invece su un volo delle Syrian Arab Airlines che sarebbe dovuto decollare poco più tardi dallo stesso aeroporto ma con destinazione diversa, ovvero per Damasco.
L'uomo, scoperto immediatamente, fu processato e condannato a 45 anni di reclusione, la pena più alta mai comminata da una corte britannica. Essendo emerse prove di un diretto coinvolgimento delle autorità siriane, di conseguenza il Regno Unito interruppe le relazioni diplomatiche con detto paese.